# Citroën Axel
Citroën Axel je malý automobil vyráběný rumunskou automobilkou Oltcit v letech 1984 až 1988. Šlo o výsledek dohody mezi automobilkou Citroën a rumunskou vládou. Během 4 let výroby bylo vyrobeno 60 184 kusů. Automobily určené pro země východního bloku, Velkou Británii a Německo se prodávaly pod značkou Oltcit.

## Vznik
V roce 1976 rumunská organizace pro rozvoj automobilového průmyslu s automobilkou Citroën uzavřela dohodu, jejímž cílem byla industrializace Rumunska. Citroën dodal zařízení a technické znalosti (know-how) v oblasti výroby malých automobilů. Model Oltcit se měl v Rumunsku prodávat již v roce 1980, ale kvůli byrokratickým chybám přišel o pár let později. Název Oltcit je spojením a zkrácením slov Olténie (historická oblast Rumunska) a Citroën.
Po pádu komunismu a ukončení dohody s Rumunskem byl Oltcit v roce 1991 přejmenován na Oltena. Výroba automobilů nesoucí nový název Oltena pokračovala až do roku 1996.
Vozy pod názvem Citroën Axel se prodávaly ve Francii, v Belgii, Nizozemsku, Rakousku a Itálii a tvořily alternativu ke stárnoucímu lidovému modelu 2CV.
Automobil vycházel z prototypu pod označením Y z roku 1974 z něhož měl vycházet i model Visa, ale ten byl v té době zamítnut automobilkou Peugeot, která vlastní Citroen. Až z pozdějšího projektu VD vycházel model Visa a navzdory podobnosti téměř nemají modely Oltcit a Visa shodné žádné části. Shodná je pouze jedna motorizace a to dvouválcový plochý motor, jenž vznikl úpravou malého boxeru z Citroënu 2CV.
Automobily Axel měly nízkou kvalitu a jejich výroba skončila v roce 1988.

## Motorizace
Zážehové (Benzín)
| Verze                                                              | Zdvihový objem | Max. výkon             | Max. rychlost | Počet válců   |
| ------------------------------------------------------------------ | -------------- | ---------------------- | ------------- | ------------- |
| Oltcit Special                                                     | 652 cm³        | 34 k při 5250 ot./min. | 121 km/h      | 2 válec Boxer |
| Oltcit Club, Club 11 Oltena Club 11 Citroen Axel Citroen Axel 11 R | 1 129 cm³      | 57 k při 6260 ot./min. | 149 km/h      | 4 válec Boxer |
| Oltcit Club 12 TRS Oltena Club 12 TRS Citroen Axel 12 TRS          | 1 299 cm³      | 61 k při 5500 ot./min. | 157 km/h      | 4 válec Boxer |

## Modely
- Citroen Axel
- Citroen Axel 11 R (1129 cm³)
- Citroen Axel 11 R Entreprise (1129 cm³)
- Citroen Axel 12 TRS (1299 cm³)
- Citroen Axel 12 TRS Entreprise (1299 cm³)

## Galerie

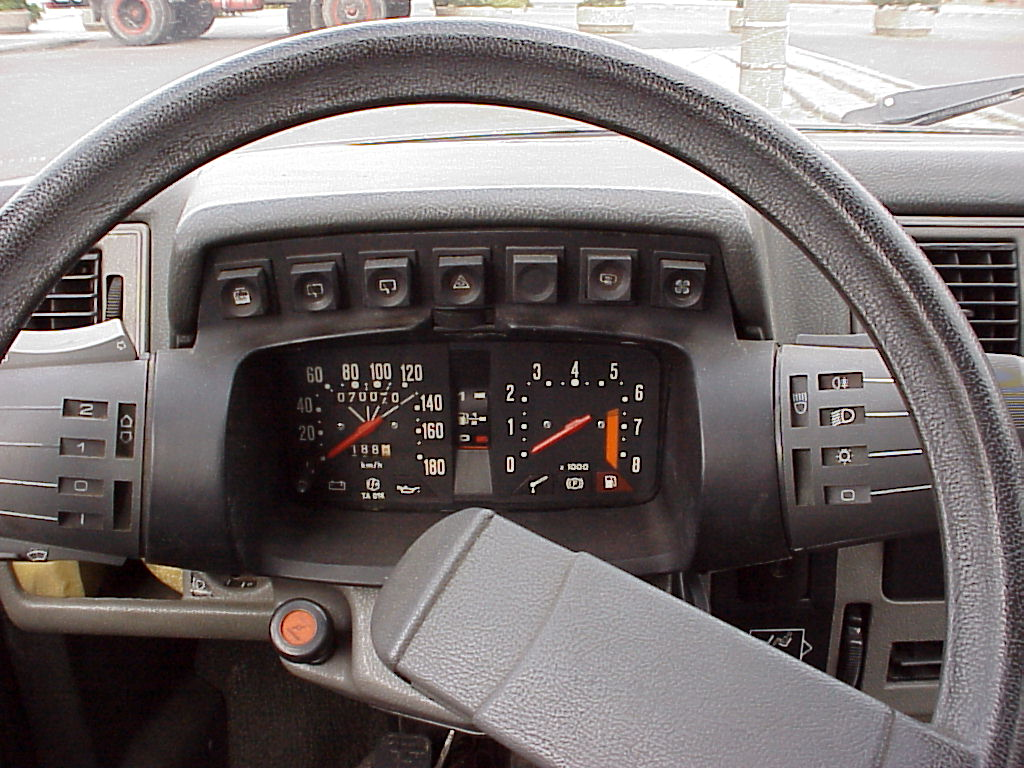
Přístrojový panel
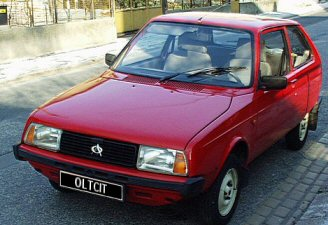
Oltcit Special
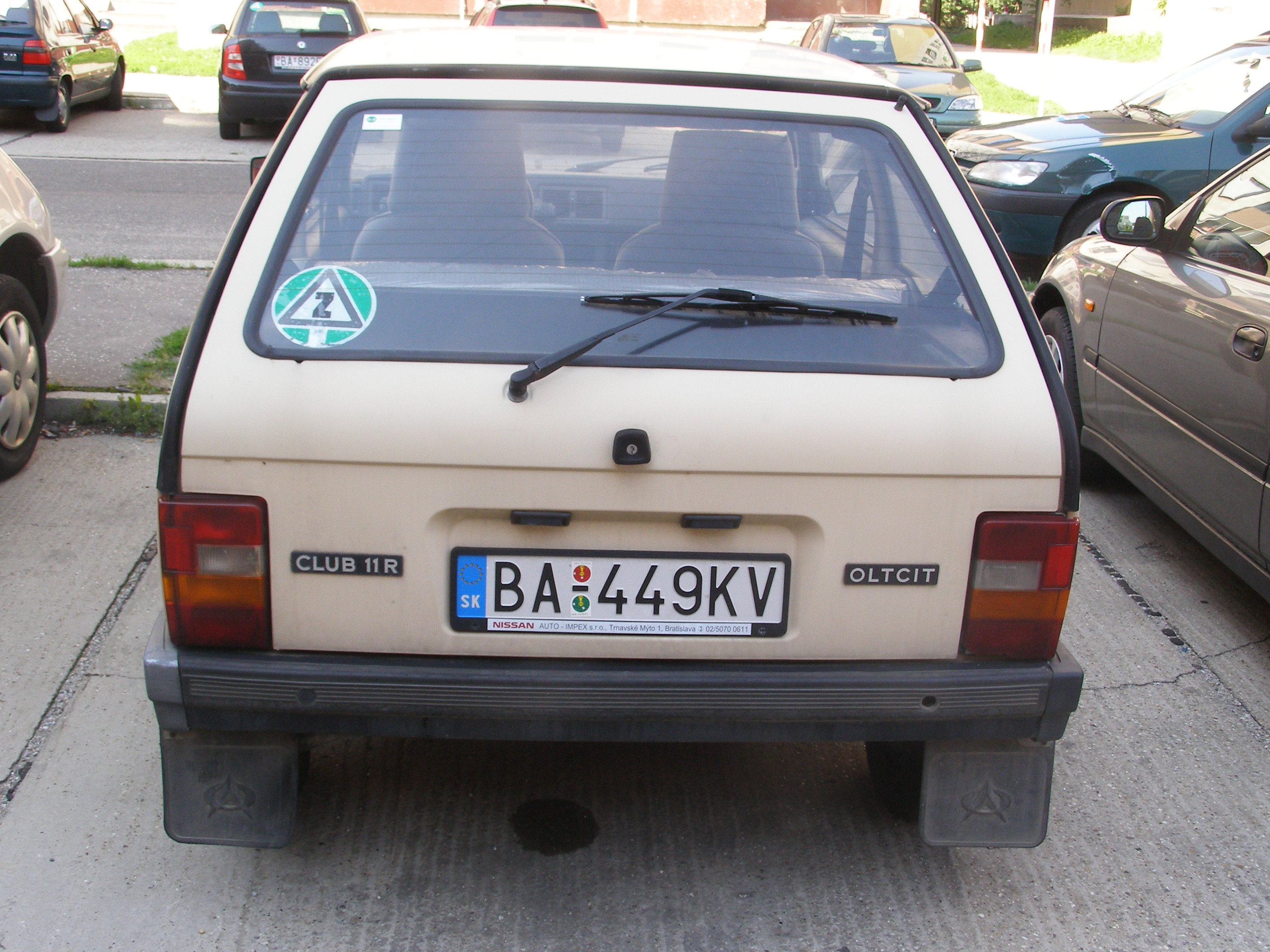
Oltcit Club 11 R
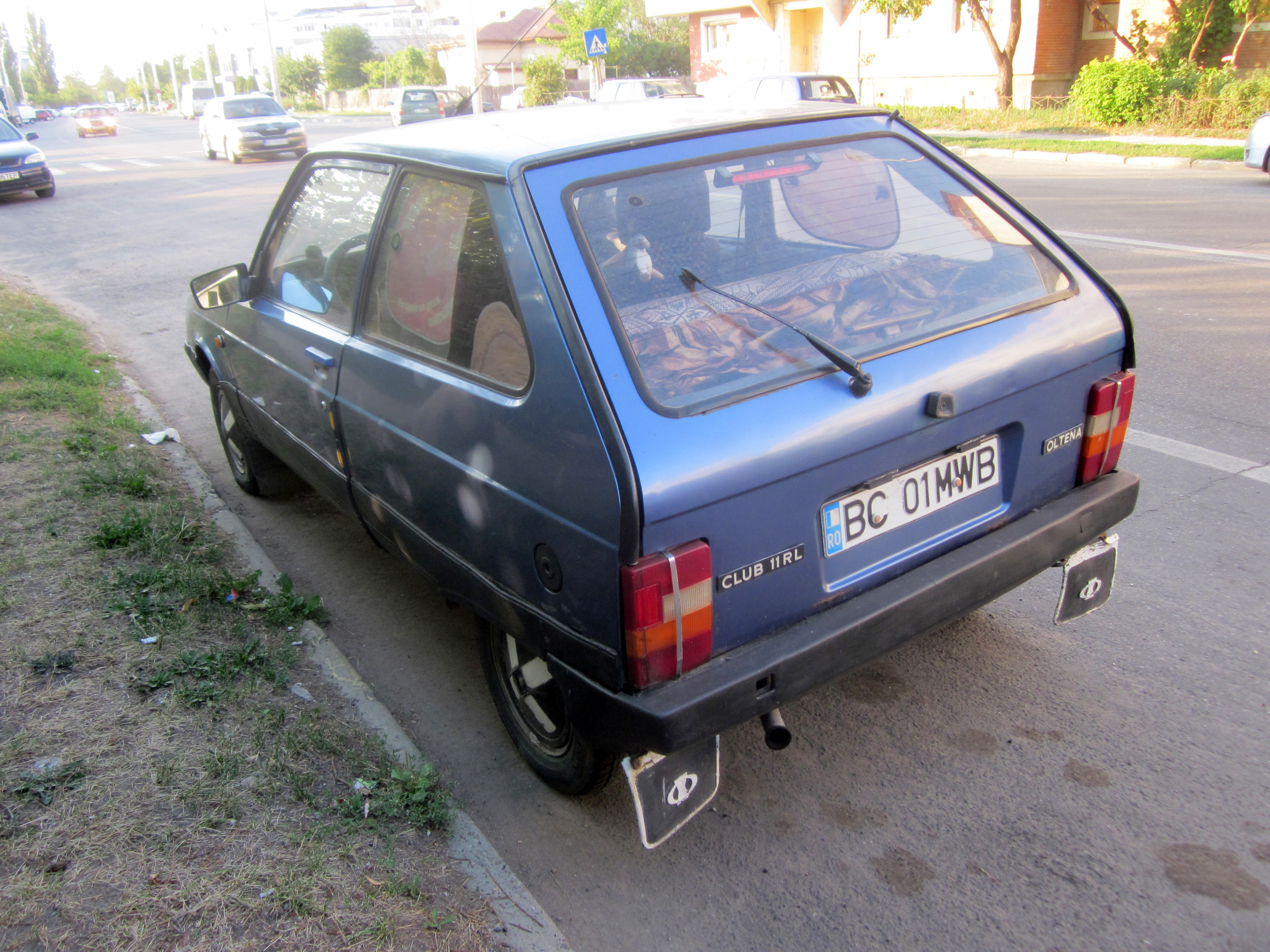
Oltena Club 11 RL